# 克莱维尔
克莱维尔（法語：Cléville，法語發音：[klevil] ⓘ）是法国卡尔瓦多斯省的一个市镇，属于卡昂区。

## 地理
克莱维尔（49°9'22"N, 0°5'33"W）面积8.53 平方千米，位于法国诺曼底大区卡爾瓦多斯省，该省份为法国西北部沿海省份，北濒大西洋英吉利海峡，东北与滨海塞纳省以海上边界相接，东临厄尔省，南至奧恩省，西与芒什省接壤。
与克莱维尔接壤的市镇（或旧市镇、城区）包括：康特卢、欧日地区奥托、圣旺迪梅尼勒奥热、欧日地区梅里比西耶尔、梅济东瓦莱多日、瓦朗布赖。

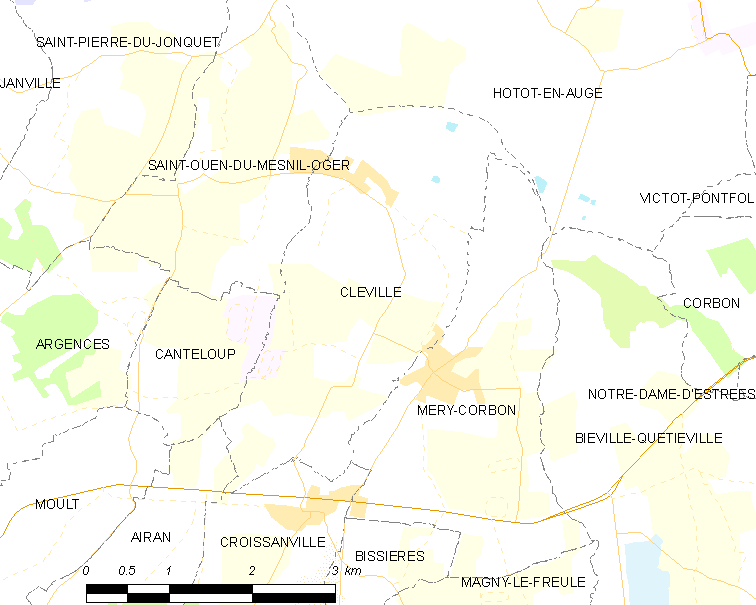
克莱维尔的OSM定位图

克莱维尔的时区为UTC+01:00、UTC+02:00（夏令时）。

## 行政
克莱维尔的邮政编码为14370，INSEE市镇编码为14163。

## 政治
克莱维尔所属的省级选区为特罗阿恩县。

## 人口

1962-2008年间克莱维尔人口变化图示

克莱维尔于2022年1月1日时的人口数量为391人。